# The Agony Scene
I The Agony Scene sono stati una band originariamente metalcore nata nel 2002 a Tulsa, Oklahoma. Con l'uscita del secondo album, The Darkest Red, si è spostata su sonorità più death metal con voce scream. La band si è sciolta nel 2008 per problemi di carattere finanziario.

## Formazione
- Mike Williams - cantante
- Chris Emmons - chitarrista
- Brian Hodges - chitarrista
- Brian Stewart - bassista

### Altri componenti
- Johnny Lloyd - chitarrista
- Jacob Hacker
- Warren Darr
- Stephen Kaye - bassista/chitarrista
- Brent Masters - batterista

## Discografia
- 2003 - The Agony Scene
- 2005 - The Darkest Red
- 2007 - Get Damned